# Patschuli
Patschuli (Pogostemon) ist eine Pflanzengattung in der Familie der Lippenblütengewächse (Lamiaceae). Die 40 bis 90 Arten sind in der Paläotropis weitverbreitet. Ihre bekanntesten Vertreter sind das Indische und das Javanische Patschuli, die zur Erzeugung des bekannten Patschuliduftes dienen.
Die Herkunft des Namens Patschuli ist nicht ganz zweifelsfrei gesichert, man geht jedoch davon aus, dass er sich vom tamilischen pachai (grün) und ilai (Blatt) ableitet.

## Beschreibung

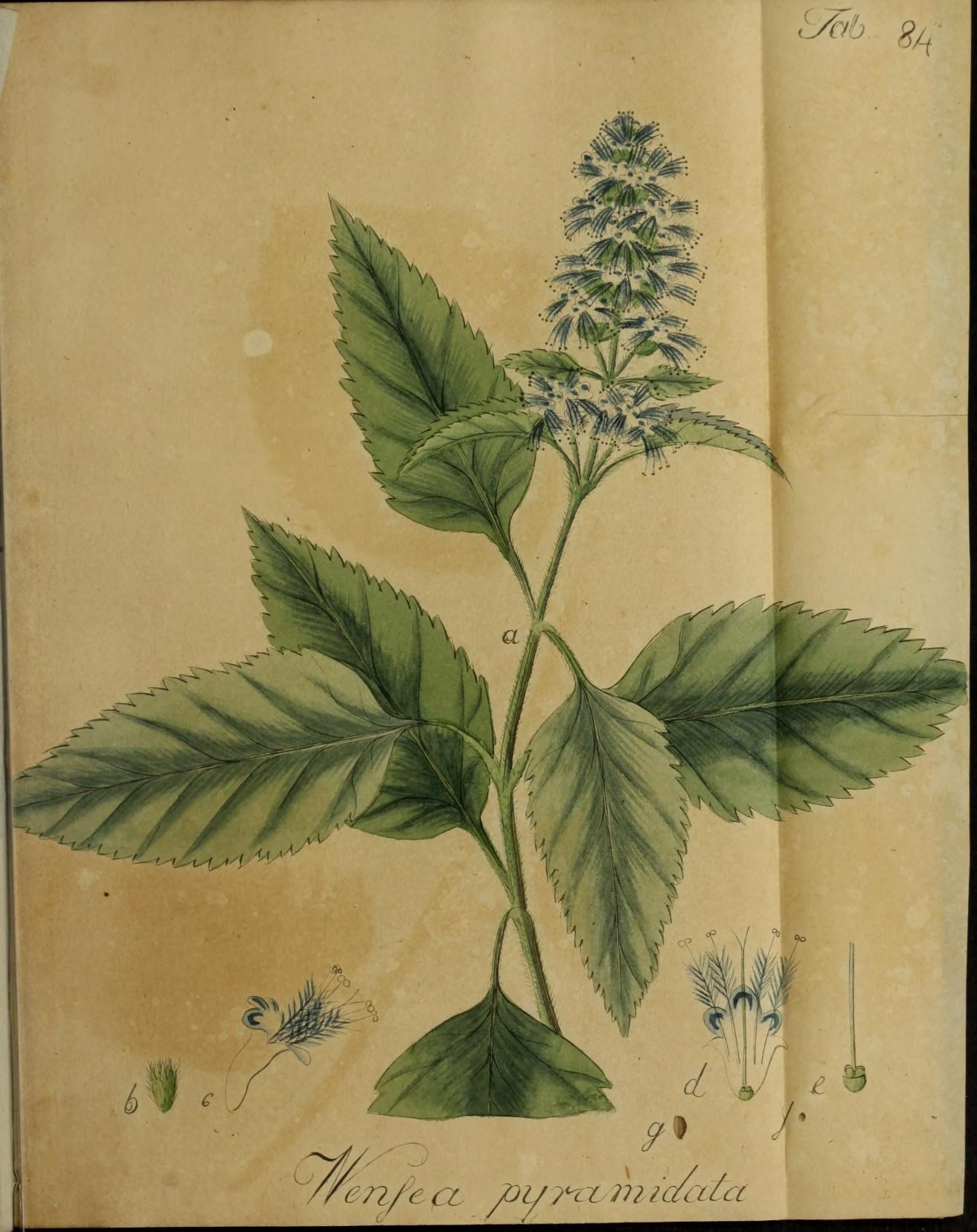
Illustration von Pogostemon plectranthoides (Syn.: Wensea pyramidata) aus: J.C. Wendland: Collectio plantarum tam exoticarum, quam indigenarum, cum delineatione, descriptione culturaque earum, Band 3, Gebrüder Hahn, Hannover 1819.

### Vegetative Merkmale
Bei Pogostemon-Arten handelt es sich um einjährige oder ausdauernde krautige Pflanzen oder Halbsträucher. Die Sprossachsen sind nicht hohl. Einige Pogostemon-Arten sind Wasserpflanzen. Die Pflanzenteile können aromatisch sein.
Die gegenständig angeordneten oder selten zu dritt bis mehreren in Wirteln zusammenstehenden Laubblätter sind gestielt bis annähernd ungestielt. Die einfachen, mehr oder weniger stark behaarten bis filzig behaarten Blattspreiten sind eiförmig bis schmal-eiförmig, selten linealisch oder sichelförmig. Die Blattränder sind gezähnt bis fast glatt.

### Generative Merkmale
Je sechs bis viele Blüten stehen in Scheinquirlen in endständigen, durchgehenden oder unterbrochenen, manchmal einseitswendigen, traubigen oder rispigen Gesamtblütenständen zusammen. Die haltbaren Trag- und Deck- sind linealisch bis eiförmig.
Die relativ kleinen, zwittrigen Blüten sind zygomorph und fünfzählig mit doppelter Blütenhülle. Der Kelch ist eiförmig-röhrenförmig oder glockenförmig und endet in fünf mindestens fast gleich Kelchzähnen. Die weiße bis purpurfarbene Krone ist zweilippig, die Oberlippe ist dreilappig und die Unterlippe einfach und ebenso lang oder ein wenig länger als die Oberlippe. Die vier freien Staubblätter sind aufrecht und überragen die Blütenkrone; das vordere Paar kann länger sein. Die Staubfäden sind in der Mitte purpurfarben bärtig behaart. Die Staubbeutel sind kugelförmig. Der Griffel ist am Ende in zwei ungefähr gleiche Teile gespalten.
Die vier einsamigen (Teilfrüchte) Klausen sind eiförmig bis kugelig, leicht abgeflacht und glatt.

## Systematik und Verbreitung

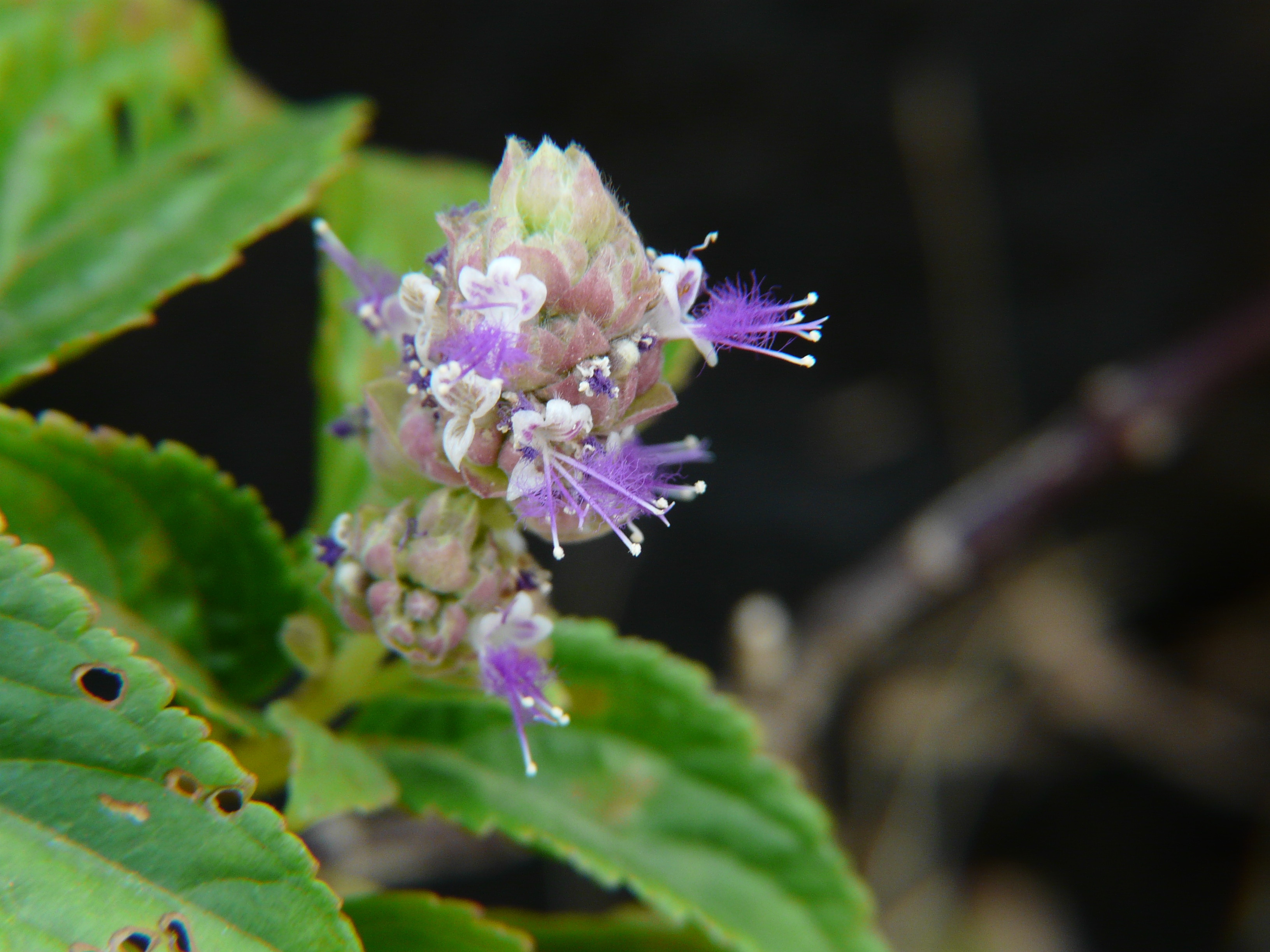
Pogostemon benghalensis

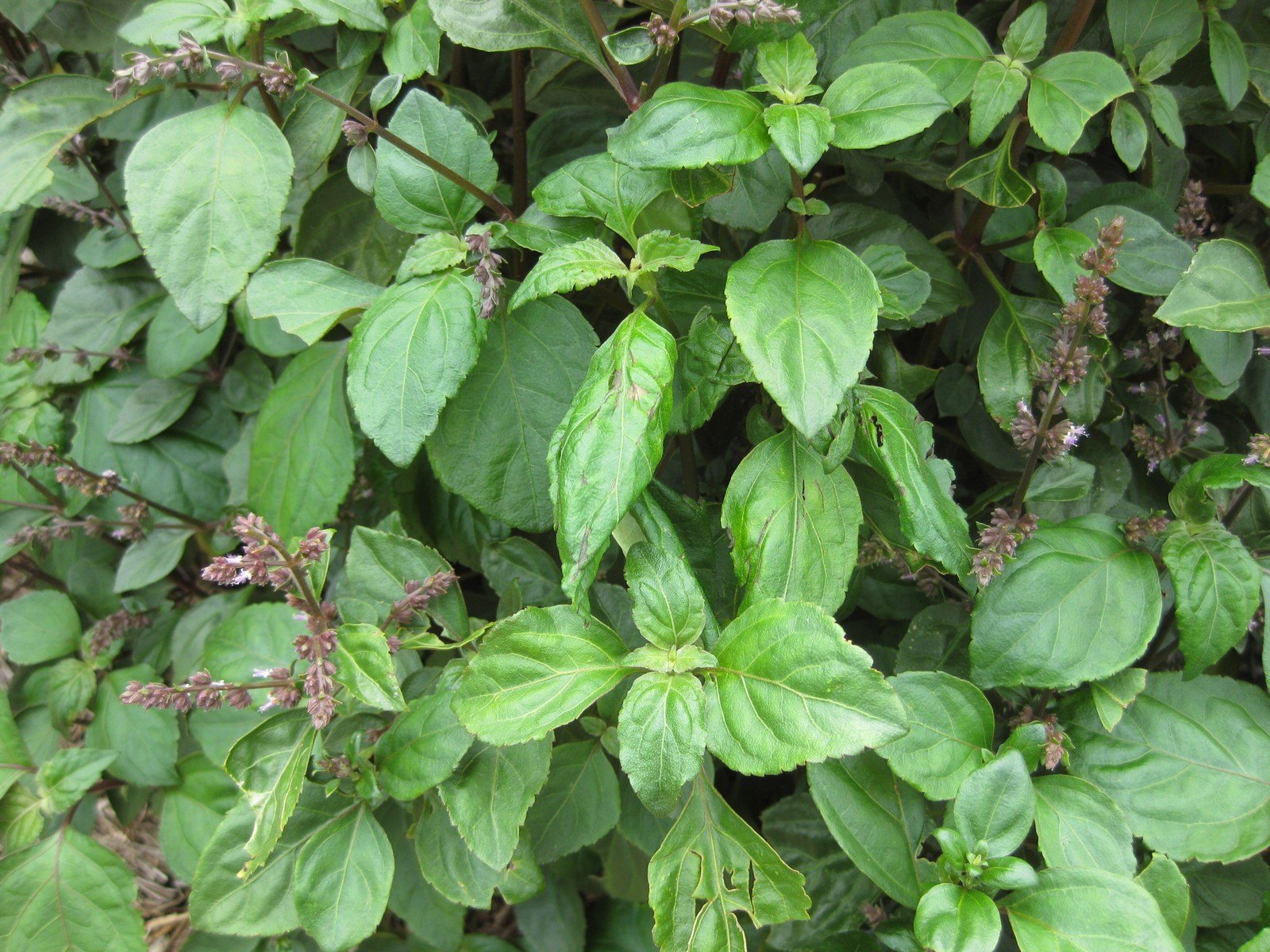
Habitus und gegenständige, einfache Laubblätter des Indischen Patschuli (Pogostemon cablin)

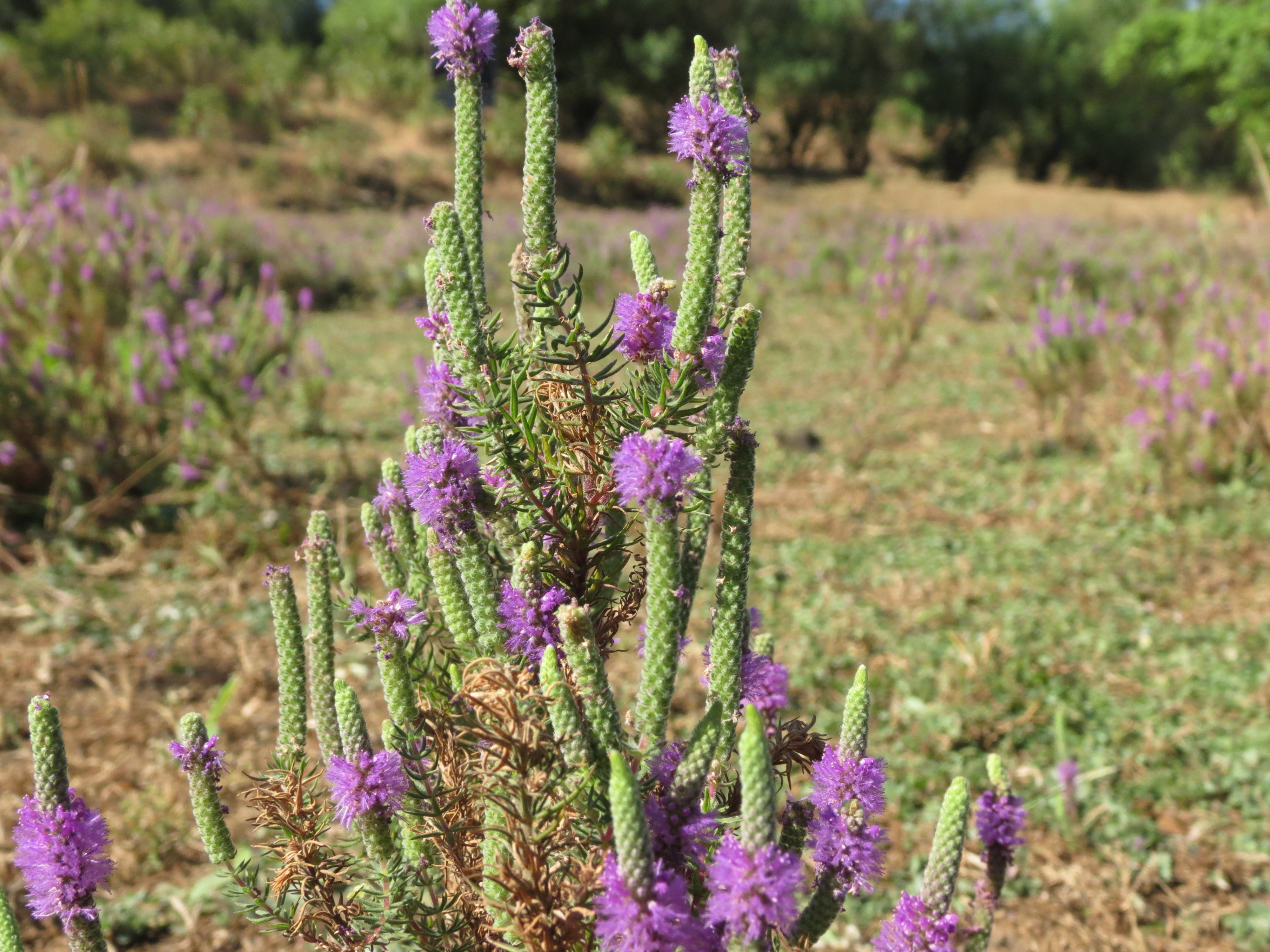
Pogostemon deccanensis

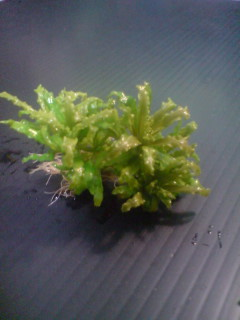
Pogostemon helferi als Unterwasserpflanze

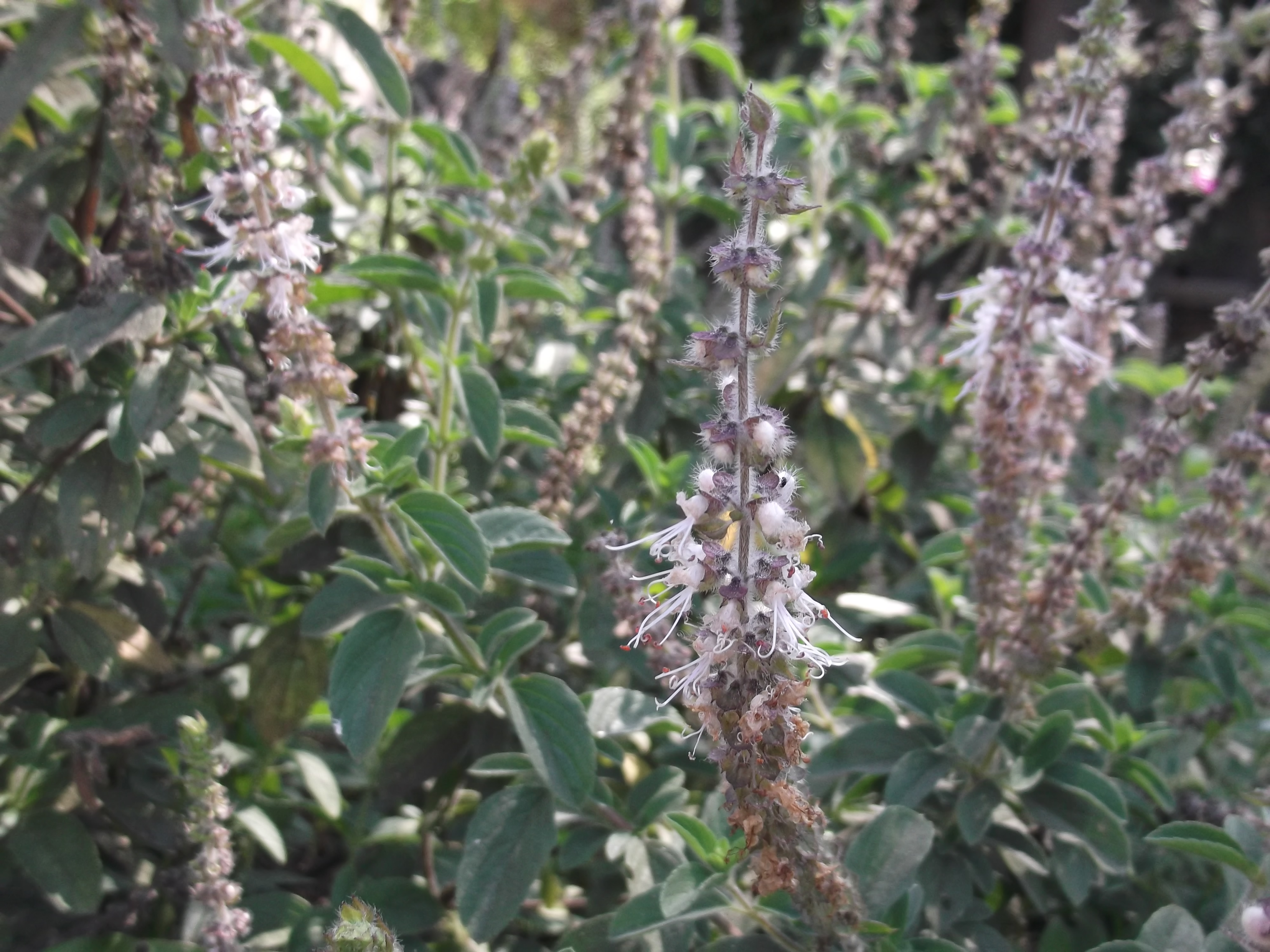
Javanisches Patschuli (Pogostemon heyneanus)

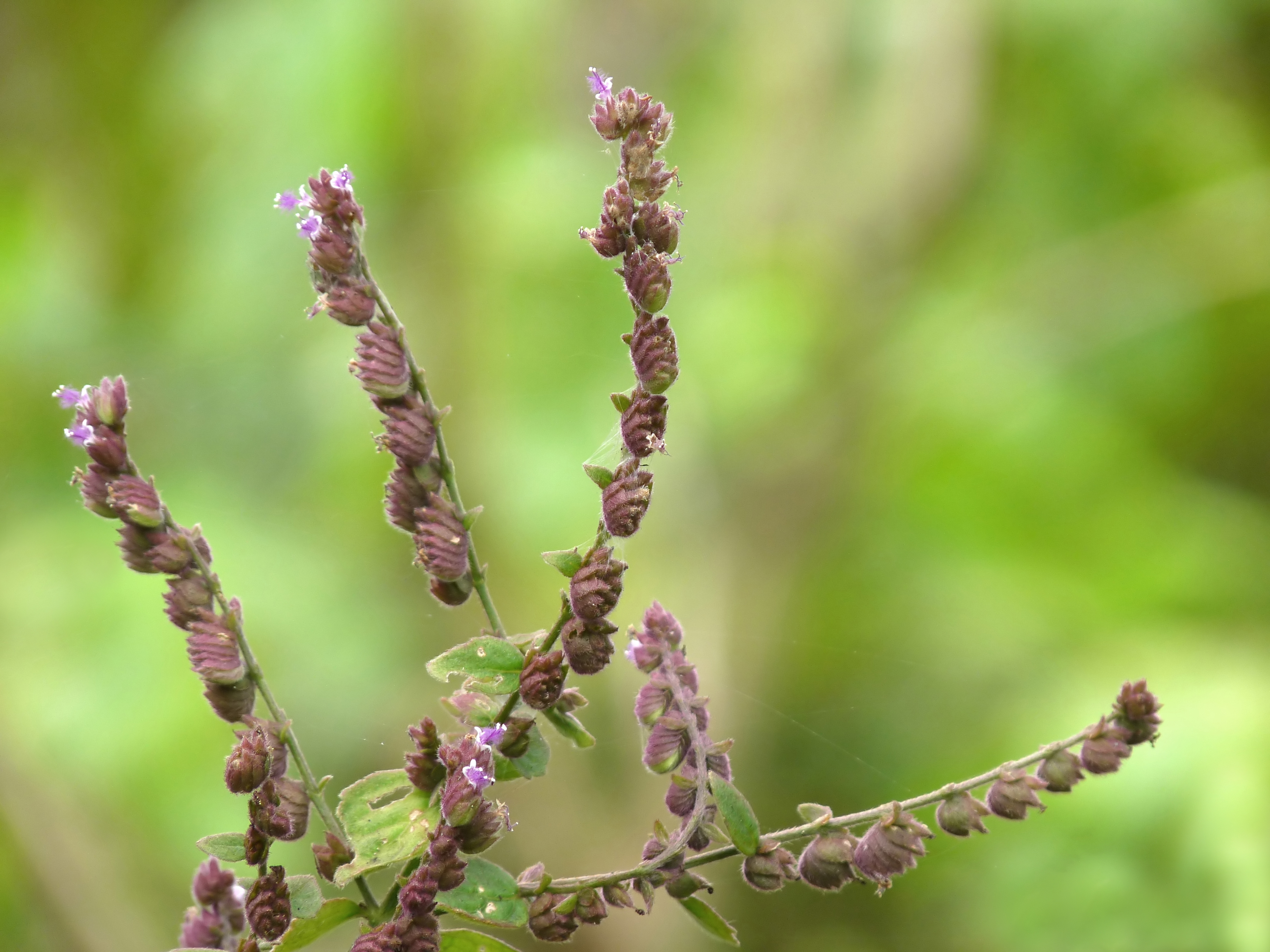
Pogostemon purpurascens

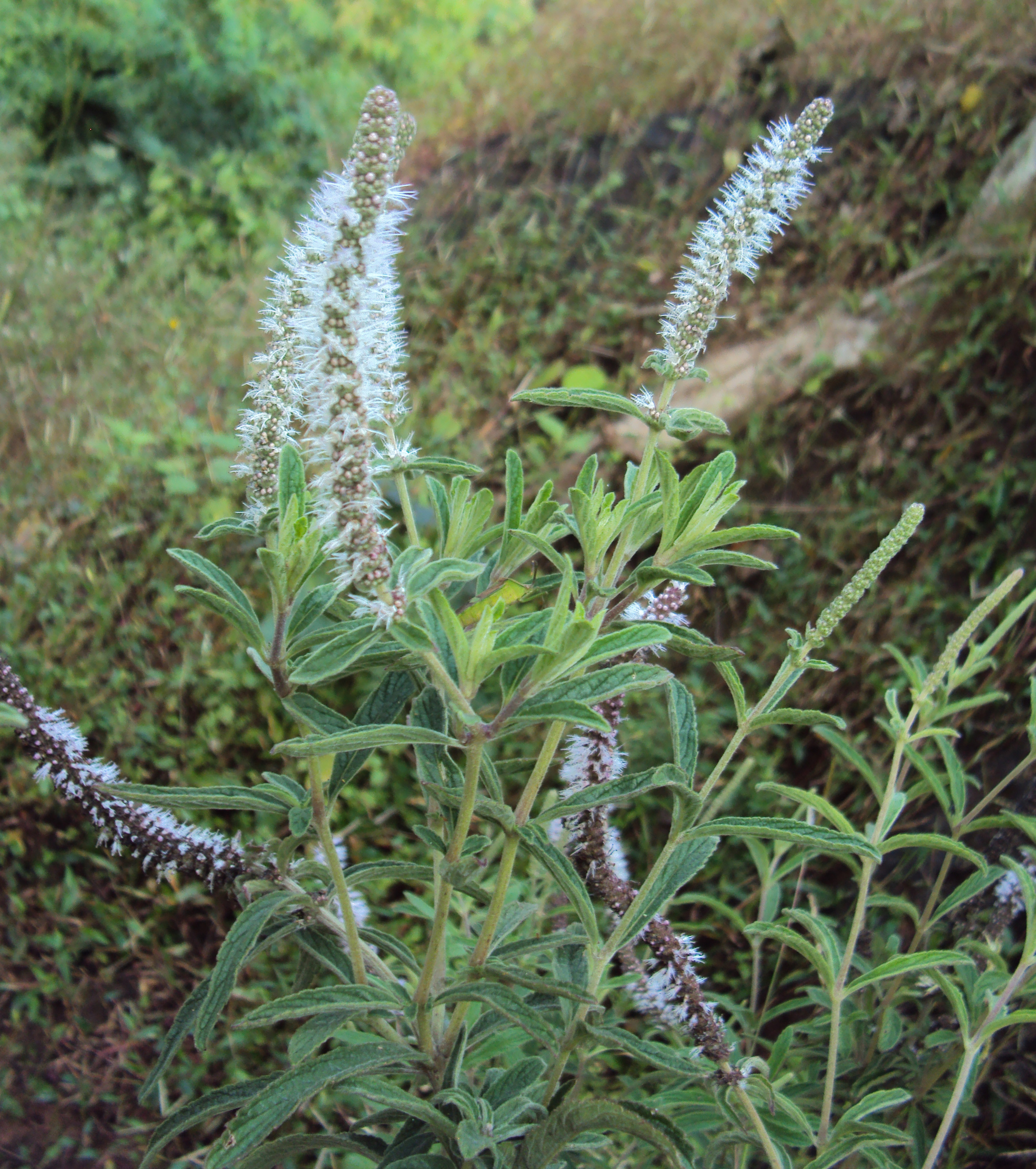
Pogostemon quadrifolius

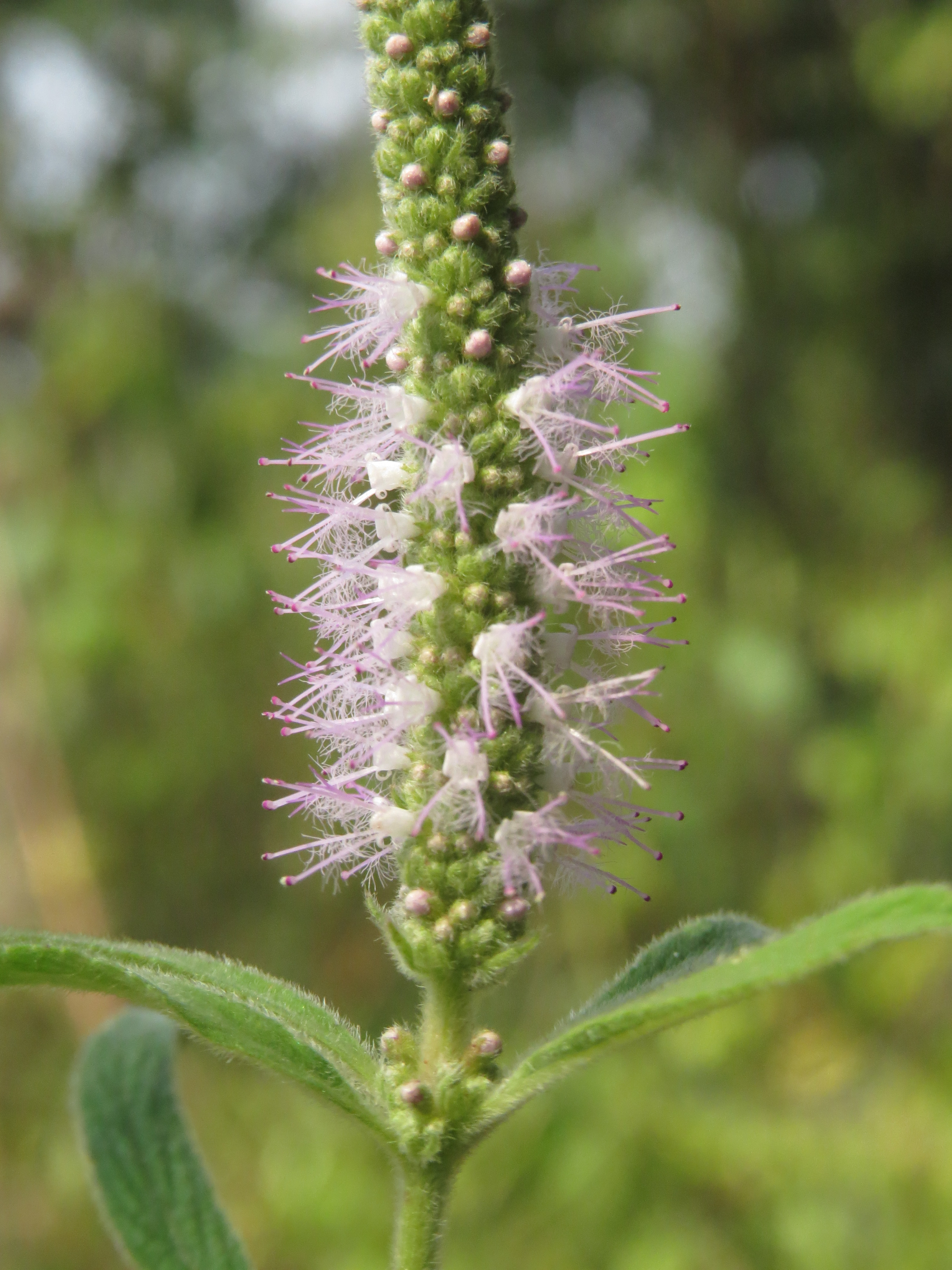
Pogostemon quadrifolius

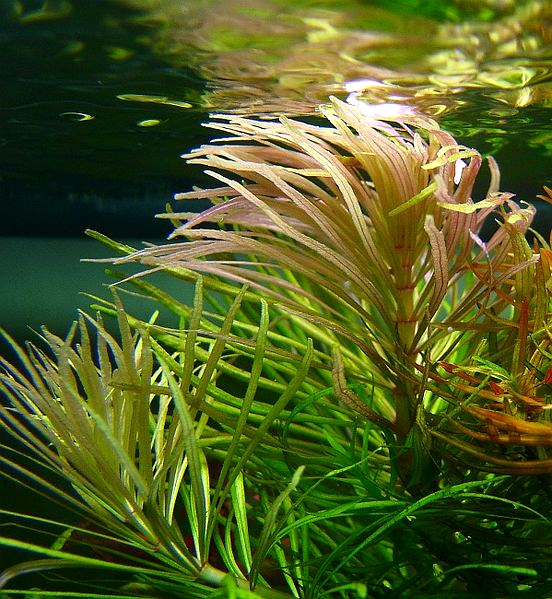
Pogostemon stellatus als Unterwasserpflanze

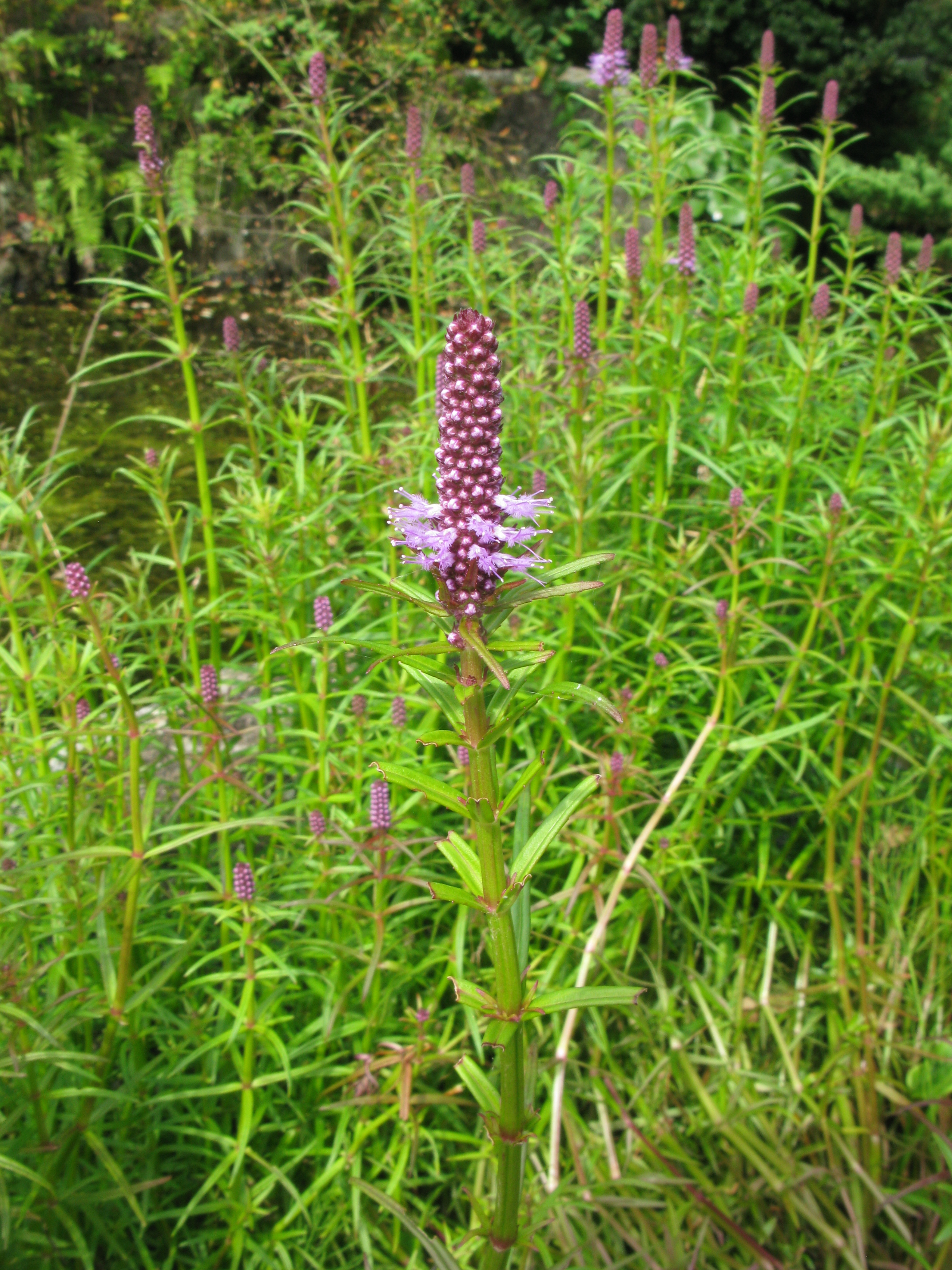
Pogostemon yatabeanus

Die Gattung Pogostemon wurde 1815 durch den französischen Botaniker René Louiche Desfontaines in Mémoires du Muséum d'Histoire Naturelle, Tome 2, S. 154. aufgestellt. Typusart ist Pogostemon plectrantoides Desf. Der Gattungsname leitet sich von den griechischen Begriffen „pogon“ für Bart und „stemon“ für Faden ab und verweist auf die behaarten Staubblätter.
Synonyme für Pogostemon Desf. sind: Anuragia Raizada nom. illeg., Chotekia Opiz & Corda, Dysophylla Blume, Dysophylla El Gazzar & L.Watson ex Airy Shaw nom. illeg., Eusteralis Raf., Wensea J.C.Wendl. Die Gattung Pogostemon umfasst je nach Autor 40 bis 94 Arten, darunter auch die Arten der ehemaligen Gattungen Dolichostemon, Dysophylla Blume und Eusteralis Raf.
Das Verbreitungsgebiet der Gattung Pogostemon umfasst tropische Bereiche von Asien und Afrika.
Die folgende Auflistung der etwa 90 anerkannten Arten erfolgt gemäß Rafaël Govaerts et al.: World Checklist of Lamiaceae. 2003:
- Pogostemon amaranthoides Benth. (Syn.: Pogostemon brevicorollus Y.Z.Sun): Diese Art kommt vom Himalaja bis China vor.[7]
- Pogostemon andersonii (Prain) Panigrahi: Sie kommt vom östlichen Himalaja bis Myanmar vor.[7]
- Pogostemon aquaticus (C.H.Wright) Press: Sie kommt vom westlichen Tansania bis zum südlichen tropischen Afrika vor.[7]
- Pogostemon atropurpureus Benth.: Sie kommt im südlichen Indien vor.[7]
- Pogostemon auricularius (L.) Hassk.: Sie kommt vom tropischen Asien bis zum südlichen China vor.[7]
- Pogostemon barbatus Bhoti & Ingr.: Sie kommt vom südöstlichen China bis Indochina vor.[7]
- Pogostemon benghalensis (Burm. f.) Kuntze: Sie kommt von Pakistan bis Indochina vor.[7]
- Pogostemon brachystachyus Benth. (Syn.: Pogostemon nigrescens Dunn): Sie kommt vom östlichen Himalaja bis Yunnan vor.[7]
- Indisches Patschuli (Pogostemon cablin (Blanco) Benth.): Die Heimat ist das tropische Asien.[7]
- Pogostemon chinensis C.Y.Wu & Y.C.Huang: Sie kommt von Assam bis China vor.[7]
- Pogostemon crassicaulis (Benth.) Press: Sie kommt vom Himalaja bis Indochina vor.[7]
- Pogostemon cristatus Hassk.: Sie kommt auf Timor vor.[7]
- Pogostemon cruciatus (Benth.) Kuntze: Sie kommt vom Indischen sukontinent bis Yunnan vor.[7]
- Pogostemon dasianus A.B.De & Mukerjee: Sie kommt in Assam vor.[7]
- Pogostemon deccanensis (Panigrahi) Press: Sie kommt im südlichen Indien vor.[7]
- Pogostemon dielsianus Dunn: Sie kommt im westlichen Yunnan vor.[7]
- Pogostemon elatispicatus Bhoti & Ingr.: Sie kommt auf den Philippinen vor.[7]
- Pogostemon elsholtzioides Benth.: Sie kommt vom östlichen Himalaja bis Assam und bis ins südöstlichen Tibet vor.[7]
- Pogostemon erectus (Dalzell) Kuntze: Sie kommt im westlichen Indien vor.[7]
- Pogostemon falcatus (C.Y.Wu) C.Y.Wu & H.W.Li: Sie kommt im südwestlichen Yunnan vor.[7]
- Pogostemon fauriei (H.Lév.) Press: Sie kommt vom nordöstlichen China bis Korea vor.[7]
- Pogostemon formosanus Oliv.: Sie kommt auf Taiwan vor.[7]
- Pogostemon fraternus Miq.: Sie kommt vom östlichen Himalaja bis zum südlichen Yunnan und bis Indochina vor.[7]
- Pogostemon gardneri Hook. f.: Sie kommt im südwestlichen Indien vor.[7]
- Pogostemon glaber Benth.: Sie kommt in zwei Varietäten vom Himalaja bis zum südlichen China und Indochina vor.[7]
  - Pogostemon glaber var. glaber (Syn.:Pogostemon esquirolii (H.Lév.) C.Y.Wu & Y.C.Huang)
  - Pogostemon glaber var. tsingpingensis (C.Y.Wu & Y.C.Huang) Gang Yao: Sie kommt nur in Yunnan vor.
- Pogostemon glabratus Chermsir. ex Press: Sie kommt in Thailand vor.[7]
- Pogostemon globulosus Phuong ex Suddee & A.J.Paton (Syn.: Dysophylla globulosa Doan, dieser Name wurde ohne lateinische Diagnose, also ungültig veröffentlicht): Die neue Beschreibung erfolgte 2007. Die Art kommt in Thailand und Vietnam vor.[8][7]
- Pogostemon griffithii Prain: Sie kommt in Myanmar vor.[7]
- Pogostemon hedgei V.S.Kumar & B.D.Sharma: Sie kommt im südlichen Indien vor.[7]
- Kleiner Wasserstern (Pogostemon helferi (Hook. f.) Press): Er kommt vom nordöstlichen Indien bis Indochina vor.[7]
- Pogostemon henanensis Gang Yao: Die 2015 erstbeschriebene Art kommt in Henan vor.[7]
- Javanisches Patschuli (Pogostemon heyneanus Benth.): Sie kommt von Indien bis Malesien vor.[7]
- Pogostemon hirsutus Benth.: Sie kommt in Sri Lanka vor.[7]
- Pogostemon hispidocalyx C.Y.Wu & Y.C.Huang: Sie kommt im südwestlichen Yunnan vor.[7]
- Pogostemon hispidus (Benth.) Prain: Sie kommt von Assam bis Thailand vor.[7]
- Pogostemon kachinensis (Mukerjee) Panigrahi: Sie kommt im nördlichen Myanmar vor.[7]
- Pogostemon koehneanus (Muschl.) Press: Sie kommt in Thailand vor.[7]
- Pogostemon latifolius (C.Y.Wu & Y.C.Huang) Gang Yao (Syn.: Pogostemon griffithii var. latifolius C.Y.Wu & Y.C.Huang): Sie kommt im südwestlichen Yunnan vor.[7]
- Pogostemon linearis (Benth.) Kuntze: Sie kommt vom östlichen Himalaja bis Yunnan und Thailand vor.[7]
- Pogostemon litigiosus Doan ex Suddee & A.J.Paton: Diese Neubeschreibung erfolgte 2007. Die Art kommt in Vietnam vor.[8][7]
- Pogostemon macgregorii W.W.Sm.: Sie kommt in Myanmar und im nördlichen Thailand vor.[7]
- Pogostemon manipurensis V.S.Kumar: Sie kommt in Assam vor.[7]
- Pogostemon membranaceus Merr.: Sie kommt auf den Philippinen vor.[7]
- Pogostemon menthoides Blume: Sie kommt im tropischen Asien vor.[7]
- Pogostemon micangensis G.Taylor: Sie kommt von Kamerun bis Angola vor.[7]
- Pogostemon mollis Benth.: Sie kommt im südwestlichen Indien vor.[7]
- Pogostemon mutamba (Hiern) G.Taylor: Sie kommt in Angola vor.[7]
- Pogostemon myosuroides (Roth) Kuntze; Sie kommt im östlichen Indien vor.[7]
- Pogostemon nelsonii Doan ex Suddee & A.J.Paton: Diese Neubeschreibung erfolgte 2007. Die Art kommt in Vietnam vor.[8][7]
- Pogostemon nepetoides Stapf: Sie kommt auf Luzon vor.[7]
- Pogostemon nilagiricus Benth.: Sie kommt im südlichen Indien vor.[7]
- Pogostemon paniculatus (Willd.) Benth.: Sie kommt von Indien bis zum westlichen Indochina vor.[7]
- Pogostemon parviflorus Benth. (Syn.: Pogostemon championii Prain): Sie kommt von Indien bis ins südliche China vor.[7]
- Pogostemon peethapushpum Pradeep: Sie kommt im südlichen Indien vor.[7]
- Pogostemon peguanus (Prain) Press: Sie kommt in Indochina vor.[7]
- Pogostemon pentagonus (C.B.Clarke ex Hook. f.) Kuntze: Sie kommt vom nordöstlichen Indien bis zum südlichen Yunnan vor.[7]
- Pogostemon petelotii Doan ex Gang Yao, Y.F.Deng & X.J.Ge: Die 2013 erstbeschriebene Art kommt in Vietnam vor.[7]
- Pogostemon petiolaris Benth.: Sie kommt im südwestlichen Indien vor.[7]
- Pogostemon philippinensis S.Moore: Sie kommt auf den Philippinen und den Marianen vor.[7]
- Pogostemon plectranthoides Desf.: Sie kommt in Indien und Bangladesch vor.[7]
- Pogostemon pressii Panigrahi: Sie kommt im südlichen Indien vor.[7]
- Pogostemon pubescens Benth.: Sie kommt im südlichen Indien und im westlichen Indochina vor.[7]
- Pogostemon pumilus (Graham) Press: Sie kommt vom Himalaja bis Bangladesch vor.[7]
- Pogostemon purpurascens Dalzell: Sie kommt vom Himalaja bis Assam und im südlichen Indien vor.[7]
- Pogostemon quadrifolius (Benth.) F.Muell.: Sie kommt von Assam bis zum südlichen Yunnan und im südwestlichen Indien vor.[7]
- Pogostemon raghavendranii R.Murugan & Livingst.: Die 2010 erstbeschriebene Art kommt im indischen Bundesstaat Tamil Nadu vor.[7]
- Pogostemon reflexus Benth.: Sie kommt in Sri Lanka vor.[7]
- Pogostemon reticulatus Merr.: Sie kommt auf Luzon vor.[7]
- Pogostemon rogersii N.E.Br.: Sie kommt im südlichen tropischen Afrika vor.[7]
- Pogostemon rotundatus Benth.: Sie kommt im südlichen Indien vor.[7]
- Pogostemon rugosus (Hook. f.) El Gazzar & L.Watson: Sie kommt im südlichen Indien vor.[7]
- Pogostemon rupestris Benth.: Sie kommt in Sri Lanka vor.[7]
- Pogostemon salicifolius (Dalzell ex Hook. f.) El Gazzar & L.Watson: Sie kommt im südwestlichen Indien vor.[7]
- Pogostemon sampsonii (Hance) Press: Sie kommt von südöstlichen China bis Hainan vor.[7]
- Pogostemon septentrionalis C.Y.Wu & Y.C.Huang: Sie kommt im südöstlichen China vor.[7]
- Pogostemon speciosus Benth.: Es gibt zwei Varietäten:[7]
  - Pogostemon speciosus var. filiformis V.S.Kumar & B.D.Sharma: Sie kommt im indischen Bundesstaat Tamil Nadu vor.[7]
  - Pogostemon speciosus Benth. var. speciosus: Sie kommt im südlichen Indien vor.[7]
- Pogostemon stellatus (Lour.) Kuntze: Sie wird auch „Quirlblättrige Sternpflanze“ genannt und als Aquarienpflanze[9] verwendet. Sie kommt vom tropischen und subtropischen Asien bis ins nördliche Australien vor.[7]
- Pogostemon stocksii (Hook. f.) Press: Sie kommt im südwestlichen Indien vor.[7]
- Pogostemon strigosus (Benth.) Benth.: Sie kommt von Assam bis Myanmar vor.[7]
- Pogostemon szemaoensis (C.Y.Wu & S.J.Hsuan) Press: Sie kommt im südlichen Xunnan vor.[7]
- Pogostemon tisserantii (Pellegr.) Bhoti & Ingr.: Sie kommt von Kamerun bis zum südlichen Tschad vor.[7]
- Pogostemon travancoricus Bedd.: Sie kommt im südlichen Indien vor.[7]
- Pogostemon trinervis Chermsir. ex Press: Sie kommt im nordöstlichen Thailand vor.[7]
- Pogostemon tuberculosus Benth.: Sie kommt im zentralen und östlichen Himalaja vor.[7]
- Pogostemon velatus Benth.: Sie kommt auf Luzon vor.[7]
- Pogostemon vestitus Benth.: Sie kommt im südwestlichen Indien vor.[7]
- Pogostemon villosus (Roxb.) Benth.: Sie kommt vom nordöstlichen Indien bis Assam vor.[7]
- Pogostemon wattii C.B.Clarke: Sie kommt in Assam vor.[7]
- Pogostemon wightii Benth.: Sie kommt im südlichen Indien vor.[7]
- Pogostemon williamsii Elmer: Sie kommt auf Luzon vor.[7]
- Pogostemon xanthiifolius C.Y.Wu & Y.C.Huang: Sie kommt im südlichen Yunnan vor.[7]
- Pogostemon yatabeanus (Makino) Press (Syn.: Pogostemon lythroides (Diels) Press): Sie ist vom südlichen China bis Japan und bis in Russlands Fernen Osten verbreitet.[7]

## Weiterführende Literatur
- Gang Yao, Yun-Fei Deng, Xue-Jun Ge: A Taxonomic Revision of Pogostemon (Lamiaceae) From China. In: Phytotaxa. Volume 200, Issue 1, Februar 2015, S. 1–67. ISSN 1179-3163. (abstract)